# Virtual Router Redundancy Protocol
Protocolul VRRP (prescurtare de la Virtual Router Redundancy Protocol) este un protocol de rețea care oferă posibilitatea calculatoarelor unei rețele de a alege un router disponibil utilizând aceeași adresă IP. Asta înseamnă o creștere a disponibilității unei porți de ieșire existente într-o rețea. 
Denumirea protocolului de router virtual este abstractă dorind să arate posibilitatea de routare pe căi multiple prin router principal sau router de rezervă asociate unui grup. Poarta de ieșire (gateway) configurată pe calculatoarele rețelei este o adresă de IP virtuală și nu una fizică alocată unui router. Dacă router-ul fizic care rutează pachetele din grupul virtual se defectează, un alt router este selectat automat pentru a-l înlocui. Router-ul fizic care rutează pachetele într-un moment dat se mai numește și router principal. 
Fiecare proces VRRP este limitat să lucreze într-o singură rețea, nu distribuie rute IP peste rețeaua exitentă și nu afectează tabela de rutare în nici un fel. Protocolul poate fi folosit în rețelele de tip ethernet, MPLS sau token ring cu adrese IP versiunea 4 sau adrese IP versiunea 6 (Ipv6)  
Un router virtual trebuie să folosească ca adresă MAC 00-00-5E-00-01-XX unde XX reprezintă identificarea router-ului virtual (VRID – Virtual Router IDentifier) care este diferit pentru fiecare router din rețea. 
Adresa folosită doar de un singur router fizic la un moment dat și va răspunde cu această adresă de MAC când protocolul ARP face cereri pentru a-i trimite adresa de IP alocată router-ului virtual. Router-ul fizic din cadrul router-uli virtual trebuie să comunice între iei folosind adrese IP multicast 224.0.0.18 și portul UDP 112.

În cazul în care routerul de rezervă nu primește un pachet multicast de la router-ul principal după o perioadă mai mare de trei ori decât cea configurată, atunci acesta presupune că ruter-ul principal este defect. Router-ul virtual trece într-o stare instabilă și se inițiază procesul de selecție pentru router-ul principal și cel de rezervă. Acest lucru se realizează prin utilizarea de pachete multicast. Routerul de rezervă poate trimite doar pachete multicast pe durata procesului de selecție un astfel de pachet se poate observa și în exemplul de mai jos.

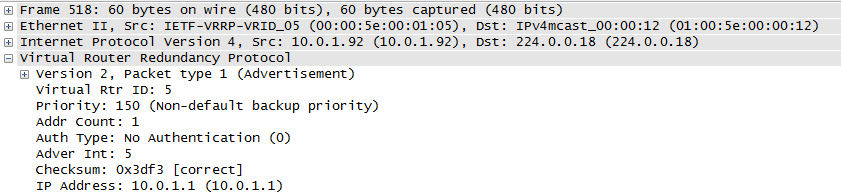
Captura pachet VRRP

Toate routerele fizice care acționeză ca un router virtual trebuie să fie în același segment de rețea LAN, comunicarea în cadrul router-ului virtul are loc periodic, această perioadă poate fi ajustată prin scurtarea timpului de anunț micșorând în acest fel timpul de detecție al unei defecțiuni dar mărind traficul în rețea.
Securitatea la acest protocol se realizează prin faptul că router-ul raspunde doar la pachetele din primul hop al rețelei, deși mai există și alte mecanisme pentru creșterea protecției mai ales împotriva atacurilor locale. 
Procesul de alegere se face prin utilizarea timpului și a priorității router-ului, pentru a reduce șansele unei probleme ce pot apărea în timpul selecției se utilizează formula următoare:
1- Priority/256   (exprimat în milisecunde).
Exemplu:
Soluțiile de redundanță suportate de acest protocol sunt multiple și în funcție de implementare ele se împart în:
- Backup prin routere redundante – această solutie este pentru a avea o pereche a echipamentului funcțional.Fiecare echipament are o adresă de IP proprie ce poate fi cunoscută de stațiile de lucru dar nu este obligatoriu;
- Backup prin router virtual;
- Backup print multiple routere virtuale.